# よしもとよしとも
よしもと よしとも（男性、1964年3月14日 - ）は、日本の漫画家。神奈川県出身。血液型はAB型。既婚。
神奈川大学中退。漫画家の石渡治は実兄。過去に『日刊吉本良明』という作品を発表しているが、「吉本良明」は本名ではない。妻は広末涼子のNTTドコモのポケベルCMなどの演出を手がけている映像作家の中村佳代。娘はmerimeriyeahのドラマーの石渡朔子。

## 略歴
1985年、神奈川大学在学中に執筆した私生活暴露ネタ4コマ『日刊吉本良明（りょうめい）』で第1回あすかまんがスクールに入選しデビュー。続いて発表された長編『レッツゴー武芸帖』『東京防衛軍』では、望月峯太郎等のニュー・ウェーブ派の影響を受けた絵柄での、狂騒的なギャグ漫画を展開。また、『東京防衛軍』では、東京ロッカーズなど80年代初頭のインディーズへの愛情を表現している。
その後は、完成度の高い短編を多数発表、発狂寸前の若者の感情を物静かな描写で描き、オシャレな青少年の共感を呼んだ。代表作は、『青い車』『よいこの街角（補習授業）』など。絵柄は少女漫画と青年漫画の中間に位置している。
『青い車』は2005年に奥原浩志監督によって映画化されている。なお『青い車』のタイトルはスピッツの同名シングル曲から。
寡作であることで知られており、短編発表の間に数年経つことが何度もある。ただし未単行本化作品も多い。
岡崎京子の『セカンド・バージン』のアシスタントを務めた事があり、その単行本には“H・イシワタ”と名がクレジットされている。
音楽好きであり、曲を聴きながらネームを描くことがある。
2002年を最後に新作が途絶えていたが、2009年8月、文芸誌『パンドラ』Vol.4（講談社）にて、「魔法の国のルル」以来約8年ぶりとなる新作「見張り塔からずっと」を発表した。翌2010年1月には衿沢世衣子『ちづかマップ』の帯にコメントを寄せている。
2010年8月、文芸誌『小説宝石』9月号（光文社）に「噛みながら」前編（長嶋有の小説の漫画化）を、10月号には後編を発表。大胆なアレンジと完成度の高さで健在ぶりを示した。
2014年5月、オダギリジョー主演の映画『ひもかわラプソディ』公式サイトにメッセージを寄稿。本作の脚本に関わったことを明かした。
2016年7月、矢寺圭太『おにでか!』（小学館クリエイティブ）1巻の帯にコメントを寄稿。
2017年10月、Twitterにて、今後も自作の電子書籍化を一切行う意思はない と表明。同月公開の映画『緑色音楽』の脚本協力を務める。
2018年6月、noteにて小説「イケメン漁師」の連載を開始。同月、曽我部恵一とウェブマガジン「フィナム」にて対談を行った。
2020年9月、新型コロナウイルスの流行に際し行われた講談社のリレー漫画企画「MANGA Day to Day」Twitter上で、「噛みながら」以来10年ぶりとなる新作「OHANAMI 2020」を発表。

## 作品リスト

### 単行本
- 『レッツゴー武芸帖』双葉社（1988/07）ISBN 978-4575931242
- 『日刊吉本良明』KADOKAWA (1990/07) ISBN 978-4048522342
- 『東京防衛軍』双葉社 (1990/09) ISBN 978-4575932195 （1992年5月、NHK-FM放送「青春アドベンチャー」にてラジオドラマ化されている）
- 『よしもとよしとも珠玉短編集』双葉社（1990/12）ISBN 978-4575932331
- 『青い車』 イースト・プレス (1996/05) ISBN 978-4872570779
- 『Gratest Hits +3』双葉社 (1998/01) ISBN 978-4575935462
- 『レッツゴー武芸帖』双葉社 (1999/04) ISBN 978-4575936179（復刊にあたり、巻末にいしかわじゅんの解説を掲載）
- 『コレクターズ・アイテム』ベストセラーズ (1999/06) ISBN 978-4584195574

### その他の漫画作品(未単行本化作品も含む)
- バナナブレッド'95（1994年、『COMIC CUE』vol.1）
- The God Dogs(1995年、週刊ヤングマガジン）4週集中連載
- 音楽というものを僕はしらない（1996年、『STUDIO VOICE』Vol.250）
- 夏の魔物（1997年、『スピッツ』LP）スピッツのデビューアルバムLP盤に発表されたフルカラー作品。
- あさがお（1997年、『COMIC CUE』vol.4）作画：黒田硫黄、ネーム部分を担当。1999年、黒田硫黄『大王』に収録。
- バードメン（1997年、『月刊カドカワ』vol.15）THEE MICHELLE GUN ELEPHANTの同名の楽曲を題材とした2ページのトリビュート作品。
- 4分33秒（1999年、『COMIC CUE』Vol.9）
- 世界終末3分前（2001年、『コミックH』Vol.3）
- ファミリー・アフェア（2002年、『コミックH』）作画：衿沢世衣子、ネーム部分を担当。2005年、衿沢世衣子『おかえりピアニカ』に収録。
- 魔法の国のルル （2002年 - 、『COMIC CUE』vol.200）前編のみ発表、未完。
- 見張り塔からずっと（2009年、『パンドラ』Vol.4）小説＋漫画のハイブリッド作品。(財)文字・活字文化推進機構のキャンペーン、「コトバダイブしよう。」のCM中で少年が読んでいる作品に、加筆修正を加えて紙面化したもの。
- 噛みながら（2010年、『小説宝石』9 - 10月号）原作：長嶋有。2012年、加筆修正を加えコミカライズ集『長嶋有漫画化計画』に収録。
- OHANAMI 2020（2020年、『MANGA Day to Day』Twitter）2021年、『MANGA Day to Day』上巻（講談社）に収録。
- 165cm（2021年、『High School, how are you?』特設サイト）音楽ユニット「Hi,how are you?」のアルバム「High School, how are you?」収録の「りんご飴」を題材とした1ページのトリビュート作[10]。
- レコードは死なず（マンガ家編）（2021年、『漫画アクション』No.1）レコードを軸に兄との思い出を描いた2ページのエッセイ漫画。

### 小説
- 寂しき4番街（2003年、『文藝』秋季号）
- 西荻タワー（2004年、文藝別冊『KAWADE夢ムック やまだないと』）
- 見張り塔からずっと（オリジナル・バージョン）（2009年、(財)文字・活字文化推進機構ホームページ）
- イケメン漁師（2018年 - 、note）3話まで発表、未完。

### イラスト
- キーワード事典編集部編『アメリカ“最強”のロック』（1993年、洋泉社）装画・挿絵
- 佐藤大『メイキング・オブ・カウボーイビバップレックレス・プレイヤーズ』（1999年、メディアファクトリー）挿絵
- 東川篤哉『ここに死体を捨てないでください!』（2009年、光文社）装画
- 阿部真大『ハタチの原点─仕事、恋愛、家族のこれから』（2009年、筑摩zero双書）装画
- エリック・スピッツネイゲル（訳・浅倉卓弥）『レコードは死なず』（2021年、Pヴァイン）装画
- チャック・クロスターマン（訳・島田陽子）『生きるために死ね──死とロックをめぐるアメリカ紀行』（2022年、Pヴァイン）装画

### CDジャケット
- ラディカル（2007年、オーノキヨフミ/ミニアルバム）
- ビレバンのソカバン（2009年、曽我部恵一BAND/LIVEアルバム）
- 愛の武器よ!（2021年、れいちも/シングル（LINE MUSIC））

### デザイン
- サニーデイ・サービス 「MV Tシャツ」Tシャツ